# Almendros (ort)
Almendros är en ort i Spanien.   Den ligger i provinsen Provincia de Cuenca och regionen Kastilien-La Mancha, i den centrala delen av landet, 90 km sydost om huvudstaden Madrid. Almendros ligger 871 meter över havet och antalet invånare är 290.
Terrängen runt Almendros är platt.Runt Almendros är det mycket glesbefolkat, med 5 invånare per kvadratkilometer. Närmaste större samhälle är Tarancón, 14,3 km nordväst om Almendros. Trakten runt Almendros består till största delen av jordbruksmark.